# Европско првенство у атлетици на отвореном 1934 — маратон за мушкарце
Маратонска трка у мушкој конкуренцији на 1. Европском првенству у атлетици 1934. у Торинуу одржана
је 9. септембра.

## Земље учеснице
Учествовало је 15 такмичара из 9 земаља.
1. Аустрија (2)
2. Белгија (1)
3. Италија (2)
4. Мађарска (1)
5. Немачка (2)
6. Финска (2)
7. Чехословачка (2)
8. Швајцарска (2)
9. Шведска (1)

## Победници
|                       |                      |                         |
| Армас Тојвонен Финска | Торе Енохсон Шведска | Аурелио Ђенгини Италија |

## Резултати

### Финале
| Место | Атлетичар          | Земља        | Резултат  | Бел. |
| ----- | ------------------ | ------------ | --------- | ---- |
|       | Армас Тојвонен     | Финска       | 2,52:29,0 | РЕП  |
|       | Торе Енохсон       | Шведска      | 2.54:35,6 |      |
|       | Аурелио Ђенгини    | Италија      | 2.55:03.4 |      |
| 4     | Јожеф Галамбос     | Мађарска     | 2.55:14,0 |      |
| 5     | Хајнрих Браух      | Немачка      | 2.58:40,2 |      |
| 6     | Ханс Верли         | Швајцарска   | 2.58:45.0 |      |
| 7     | Рудолф Морф        | Швајцарска   | непознат  |      |
| 8     | Микеле Фанели      | Италија      | 3.11:09.4 |      |
| 9     | Јосеф Сулц         | Чехословачка | непознат  |      |
| —     | Франс Ван дер Стен | Белгија      | НЗ        |      |
| —     | Франц Тучек        | Аустрија     | НЗ        |      |
| —     | Рудолф Вебер       | Аустрија     | НЗ        |      |
| —     | Јосеф Бена         | Чехословачка | НЗ        |      |
| —     | Ојва Екхолм        | Финска       | НЗ        |      |
| —     | Паул Герхарт       | Немачка      | НЗ        |      |